# Luzhou
Luzhou (chiń. upr. 泸州; chiń. trad. 瀘州; pinyin Lúzhōu) – miasto w środkowych Chinach, w prowincji Syczuan, duży port nad Jangcy. 
W 2010 roku liczba mieszkańców miasta wynosiła 292 765. Prefektura miejska w 1999 roku liczyła 4 641 439 mieszkańców. Ośrodek wydobycia rud żelaza oraz przemysłu hutniczego, maszynowego, drzewnego i spożywczego.

## Podział administracyjny
Prefektura miejska Luzhou podzielona jest na:
- 3 dzielnice: Jiangyang, Naxi, Longmatan,
- 4 powiaty: Santai, Hejiang, Xuyong, Gulin.